# 보홀트 (벨기에)

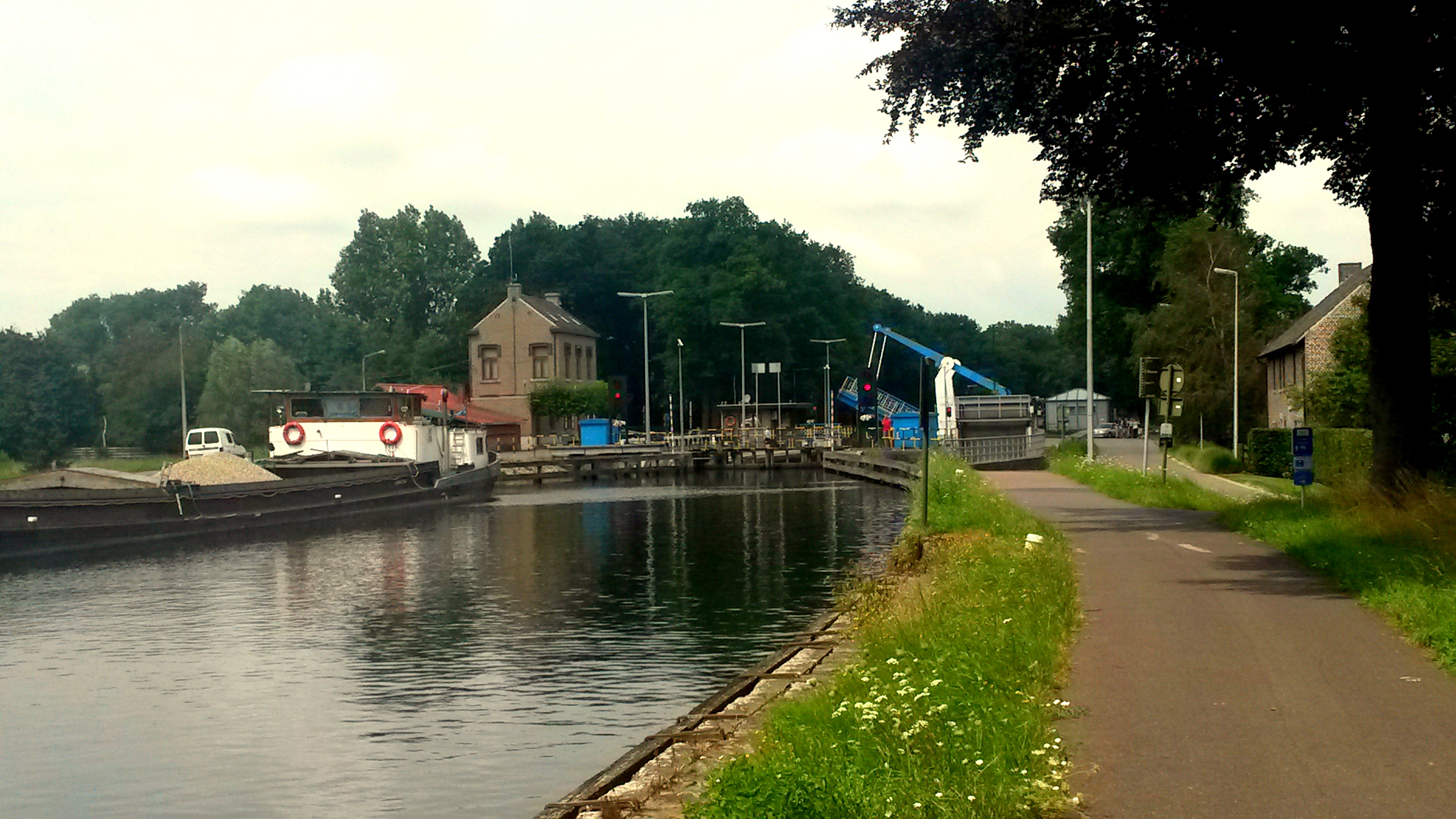
보홀트

보홀트(네덜란드어: Bocholt)는 벨기에 플랑드르 지역 림뷔르흐주에 위치한 도시로 면적은 59.34km2, 인구는 12,917명(2016년 1월 1일 기준), 인구 밀도는 220명/km2이다.

시기
시 문장